# Powderhorn Wilderness
Pour les articles homonymes, voir Powderhorn.
 (août 2019).
La Powderhorn Wilderness est une aire protégée américaine située dans les comtés de Gunnison et Hinsdale, au Colorado. Fondée en 1993, elle protège 253,9 km2 dans la forêt nationale de Gunnison et dans des terres voisines relevant du Bureau of Land Management.